# Томас, Кир
Кир Томас (Cyrus Thomas) — американский энтомолог и этнолог.

## Биография
В 1869 году назначен этнологом при Геологическом комитете Соединённых Штатов. В 1874 году перешёл в качестве профессора естествознания в Southern Illinois Normal University, a с 1875 года, в то же время, состоял государственным энтомологом штата Иллинойс.
В 1877 году назначен в государственную комиссию, учреждённую для производства наблюдений над вредящими посевам саранчовыми.
В 1882 году назначен этнологом при Государственном бюро американской этнологии и руководил археологическими исследованиями на восток от Скалистых гор.

## Труды
Из работ Томаса по разным отраслям наук выделяются: 
- «Synopsis of the Acrididae of North America» («Report of the U. S. Geological Survey», 1873), представляющую собою ценную монографическую работу по столь важным для североамериканского сельского хозяйства саранчовым насекомым. Кроме этого, Томас написал 6—10-й отчёты по вредным и полезным насекомым, водящимся в штате Иллинойс («Reports of the State Entomologist of Illinois on Noxious and Beneficial Inscets», 1877—1881).
- «First and Second Reports of the United States Entomological Commission relating to the Rocky Mountain Locust» (1877 и 1880; вместе с Рейли (Riley) и Пакардом);
- «A study of the manuscript Troano» (Вашингтон, 1882);
- «Notes on certain Maya and Mexican Manuscripts» (там же, 1894);
- «Burial Mounds of the Northern Sections of the United States» (там же, 1887);
- «Catalogue of Prehistoric Works East of the Rocky Mountains» (там же, 1891);
- «The Problem of the Ohio Mounds» (там же, 1889); «The Maya Year» (там же, 1894),
- «Introduction the study of North-American Archeology» (Цинциннати, 1898).